# Mannlicher-Schönauer
A Mannlicher-Schönauer M1903 egy első világháború idejéből származó osztrák-magyar gyártmányú puska.

## Története
A Mannlicher család egyik legkésőbb, 1903-ban kifejlesztett változataként jelent meg a Schönauer típus. Nevét Ferdinand Mannlicher tanítványáról, a típus tervezőjéről, Otto Schönauerről kapta. A fegyver főként a görög hadsereg számára készült, ahol a századfordulót követően még mindig az ódivatú M1874 Gras puska volt rendszeresítve. A Schönauer ötletes és anyagtakarékos megoldásainak köszönhetően árban is megfelelt a görögök számára, így hamarosan megkezdődött a fegyver gyártása. Rövid idő alatt mintegy 130 ezer Schönauer puska készült el, amit hamarosan a görögökhöz juttattak.
A típussal való elégedettséget fémjelezi, hogy a Balkán-háborúkat követően a görög hadsereg újból felkereste a Mannlicher gyárat a típus továbbfejlesztését kérvényezve. Így született meg a fegyver egyetlen komolyabb variánsa, a Mannlicher-Schönauer M1903/14, amelyből a görög kormány mintegy 50000 darabot rendelt.
Az első világháború során mind a Görög Királyság, mind az Osztrák–Magyar Monarchia hadseregében jelentős számban akadtak Mannlicher-Schönauer típusú puskák. A fegyver komolyabb kritikák hiányában általános elismertségre tett szert a katonák körében, így az elkövetkező években több mint 300 000 további Schönauert gyártottak.
A fegyver az első világháborút követő évtizedekben továbbra is jelentős számban volt fellelhető. Az 1919-1922-es görög-török háborúban ismételten jó szolgálatot tett.
1941-ben az utolsó Schönauerrel harcoló katonai alakulatok fegyvereit is korszerűsítették, így a típus katonai pályafutása véget ért. A huszadik század során nagy mennyiségben jutott el Afrikába, ahol teleszkóppal felszerelt változatát (nagy lőszerméretének köszönhetően) sikeres vadászpuskaként alkalmazták.
Bár egyre fogyatkozó számban, a típust napjainkban is előszeretettel alkalmazzák.

## Galéria

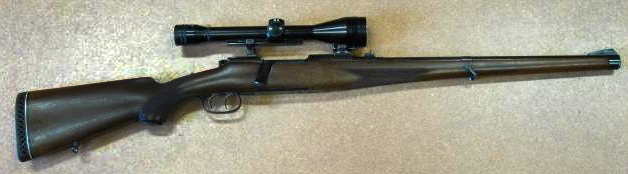
A típus távcsővel felszerelt változata
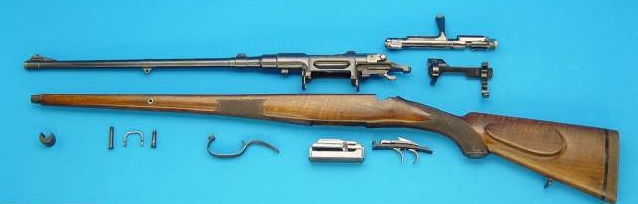
A szétszedett fegyver és alkatrészei
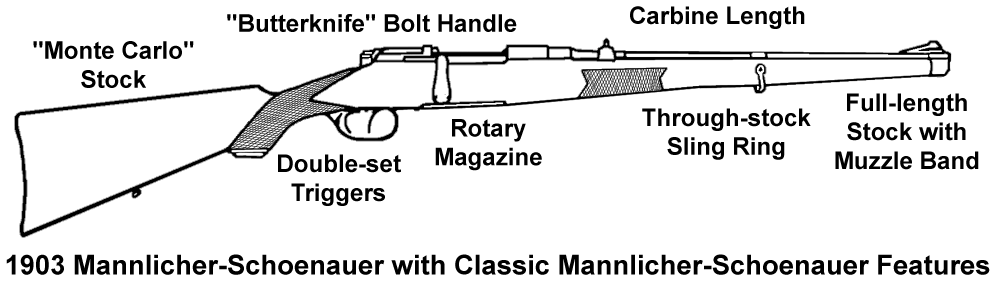
Rajz a fegyver részeiről